# Bacteria chacoensis
Bacteria chacoensis är en insektsart som beskrevs av Salvador de Toledo Piza Júnior 1939. Bacteria chacoensis ingår i släktet Bacteria och familjen Diapheromeridae. Inga underarter finns listade.